# Local level government area
La local level government area (o area di governo locale) costituisce il terzo e ultimo livello di suddivisione amministrativa della Papua Nuova Guinea e in totale, nel 2007, ve ne sono 304 nel paese.

## Elenco delle aree di governo locale
Elenco delle aree di governo locale per regione e provincia di appartenenza.

### Regione delle Terre Alte

#### Provincia di Chimbu
| Distretto            | Capoluogo  | Area di governo locale               |
| -------------------- | ---------- | ------------------------------------ |
| Chuave               | Chuave     | Chuave Rural                         |
| Chuave               | Chuave     | Elimbari Rural                       |
| Chuave               | Chuave     | Siane Rural                          |
| Gumine               | Gumine     | Bomai-Gumai Rural                    |
| Gumine               | Gumine     | Gumine Rural                         |
| Gumine               | Gumine     | Mount Digine Rural                   |
| Karimui-Nomane       | Karimui    | Karimui Rural                        |
| Karimui-Nomane       | Karimui    | Nomane Rural                         |
| Karimui-Nomane       | Karimui    | Salt Rural                           |
| Kerowagi             | Kerowagi   | Gena-Waugla Rural                    |
| Kerowagi             | Kerowagi   | Upper-Lower Koronigl Rural           |
| Kerowagi             | Kerowagi   | Kerowagi Urban                       |
| Kerowagi             | Kerowagi   | Kup Rural                            |
| Kundiawa-Gembogl     | Kundiawa   | Kundiawa Urban                       |
| Kundiawa-Gembogl     | Kundiawa   | Mitnande Rural (Mount Wilhelm Rural) |
| Kundiawa-Gembogl     | Kundiawa   | Niglkande Rural                      |
| Kundiawa-Gembogl     | Kundiawa   | Waiye Rural                          |
| Sina Sina-Yonggomugl | Yonggomugl | Tabare Rural (Sinasina)              |
| Sina Sina-Yonggomugl | Yonggomugl | Suai Rural (Suwai)                   |
| Sina Sina-Yonggomugl | Yonggomugl | Yonggomugl Rural                     |

#### Provincia degli Altopiani Orientali
| Distretto      | Capoluogo | Area di governo locale |
| -------------- | --------- | ---------------------- |
| Daulo          | Asaro     | Watabung Rural         |
| Daulo          | Asaro     | Lower Asaro Rural      |
| Daulo          | Asaro     | Upper Asaro Rural      |
| Goroka         | Goroka    | Gahuku Rural           |
| Goroka         | Goroka    | Goroka Urban           |
| Goroka         | Goroka    | Mimanalo Rural         |
| Henganofi      | Henganofi | Kafentina Rural        |
| Henganofi      | Henganofi | Dunantina Rural        |
| Henganofi      | Henganofi | Fayantina Rural        |
| Kainantu       | Kainantu  | Kainantu Urban         |
| Kainantu       | Kainantu  | Kamano 1 Rural         |
| Kainantu       | Kainantu  | Kamano 2 Rural         |
| Kainantu       | Kainantu  | Agarabi                |
| Lufa           | Lufa      | Yagaria Rural          |
| Lufa           | Lufa      | Mount Michael Rural    |
| Lufa           | Lufa      | Unavi Rural            |
| Obura-Wonenara | Lamari    | Lamari Rural           |
| Obura-Wonenara | Lamari    | Yelia Rural            |
| Okapa          | Okapa     | East Okapa Rural       |
| Okapa          | Okapa     | West Okapa Rural       |
| Unggai-Bena    | Benna     | Lower Benna Rural      |
| Unggai-Bena    | Benna     | Upper Benna Rural      |
| Unggai-Bena    | Benna     | Unggai Rural           |

#### Provincia di Enga
| Distretto      | Capoluogo      | Area di governo locale |
| -------------- | -------------- | ---------------------- |
| Kandep         | Kandep         | Kandep Rural           |
| Kandep         | Kandep         | Wage Rural             |
| Kompiam-Ambum  | Kompiam        | Ambum Rural            |
| Kompiam-Ambum  | Kompiam        | Kompiam Rural          |
| Kompiam-Ambum  | Kompiam        | Wapi-Yengis Rural      |
| Lagaip-Porgera | Lagaip-Porgera | Lagaip Rural           |
| Lagaip-Porgera | Lagaip-Porgera | Maip Muritaka Rural    |
| Lagaip-Porgera | Lagaip-Porgera | Paiela-Hewa Rural      |
| Lagaip-Porgera | Lagaip-Porgera | Pilikambi Rural        |
| Lagaip-Porgera | Lagaip-Porgera | Porgera Rural          |
| Wapenamanda    | Wapenamanda    | Wapenamanda Rural      |
| Wapenamanda    | Wapenamanda    | Tsak Rural             |
| Wabag          | Wabag          | Maramuni Rural         |
| Wabag          | Wabag          | Wabag Rural            |
| Wabag          | Wabag          | Wabag Urban            |

#### Provincia degli Altopiani del Sud
| Distretto     | Capoluogo | Area di governo locale |
| ------------- | --------- | ---------------------- |
| Ialibu-Pangia | Ialibu    | East Pangia Rural      |
| Ialibu-Pangia | Ialibu    | Ialibu Urban           |
| Ialibu-Pangia | Ialibu    | Kewabi Rural           |
| Ialibu-Pangia | Ialibu    | Wiru Rural             |
| Imbonggu      | Imbonggu  | Ialibu Basin Rural     |
| Imbonggu      | Imbonggu  | Imbonggu Rural         |
| Imbonggu      | Imbonggu  | Lower Mendi Rural      |
| Kagua-Erave   | Kagua     | Erave Rural            |
| Kagua-Erave   | Kagua     | Kagua Rural            |
| Kagua-Erave   | Kagua     | Kuare Rural            |
| Kagua-Erave   | Kagua     | Aiya Rural             |
| Mendi         | Mendi     | Karints Rural          |
| Mendi         | Mendi     | Lai Valley Rural       |
| Mendi         | Mendi     | Mendi Urban            |
| Mendi         | Mendi     | Upper Mendi Rural      |
| Nipa-Kutubu   | Nipa      | Lake Kutubu Rural      |
| Nipa-Kutubu   | Nipa      | Mount Bosavi Rural     |
| Nipa-Kutubu   | Nipa      | Nembi Plateau Rural    |
| Nipa-Kutubu   | Nipa      | Nipa Rural             |
| Nipa-Kutubu   | Nipa      | Poroma Rural           |

#### Provincia degli Altopiani Occidentali
| Distretto       | Capoluogo   | Area di governo locale |
| --------------- | ----------- | ---------------------- |
| Dei             | Dei         | Dei Rural (Muglamp)    |
| Dei             | Dei         | Kotna Rural            |
| Mount Hagen     | Mount Hagen | Mount Hagen Rural      |
| Mount Hagen     | Mount Hagen | Mount Hagen Urban      |
| Mul-Baiyer      | Baiyer      | Baiyer Rural           |
| Mul-Baiyer      | Baiyer      | Lumusa Rural           |
| Mul-Baiyer      | Baiyer      | Mul Rural              |
| Tambul-Nebilyer | Tambul      | Mount Giluwe Rural     |
| Tambul-Nebilyer | Tambul      | Nebilyer Rural         |

#### Provincia di Hela
| Distretto           | Capoluogo | Area di governo locale |
| ------------------- | --------- | ---------------------- |
| Komo-Magarima       | Magarima  | Hulia Rural            |
| Komo-Magarima       | Magarima  | Komo Rural             |
| Komo-Magarima       | Magarima  | Upper Wage Rural       |
| Komo-Magarima       | Magarima  | Lower Wage Rural       |
| Koroba-Lake Kopiago | Kopiago   | Awi-Pori Rural         |
| Koroba-Lake Kopiago | Kopiago   | Lake Kopiago Rural     |
| Koroba-Lake Kopiago | Kopiago   | North Koroba Rural     |
| Koroba-Lake Kopiago | Kopiago   | South Koroba Rural     |
| Tari                | Tari      | Hayapuga Rural         |
| Tari                | Tari      | Tagali Rural           |
| Tari                | Tari      | Tari Urban             |
| Tari                | Tari      | Tebi Rural             |

#### Provincia di Jiwaka
| Distretto           | Capoluogo | Area di governo locale |
| ------------------- | --------- | ---------------------- |
| Anglimp-South Waghi | Minj      | Anglimp Rural          |
| Anglimp-South Waghi | Minj      | South Waghi Rural      |
| Jimi                | Tabibuga  | Jimi Rural             |
| Jimi                | Tabibuga  | Kol Rural              |
| North Waghi         | Banz      | North Waghi Rural      |
| North Waghi         | Banz      | Nondugl Rural          |

### Regione delle Isole

#### Provincia della Nuova Britannia Orientale
| Distretto | Capoluogo | Area di governo locale     |
| --------- | --------- | -------------------------- |
| Gazelle   | Kerevat   | Central Gazelle Rural      |
| Gazelle   | Kerevat   | Inland Baining Rural       |
| Gazelle   | Kerevat   | Lassul Baining Rural       |
| Gazelle   | Kerevat   | Livuan-Reimber Rural       |
| Gazelle   | Kerevat   | Vunadidir-Toma Rural       |
| Kokopo    | Kokopo    | Bitapaka Rural             |
| Kokopo    | Kokopo    | Duke of York Rural         |
| Kokopo    | Kokopo    | Kokopo-Vunamami Urban      |
| Kokopo    | Kokopo    | Raluana Rural              |
| Pomio     | Pomio     | Central-Inland Pomio Rural |
| Pomio     | Pomio     | East Pomio Rural           |
| Pomio     | Pomio     | Melkoi Rural               |
| Pomio     | Pomio     | Sinivit Rural              |
| Pomio     | Pomio     | West Pomio-Mamusi Rural    |
| Rabaul    | Rabaul    | Balanataman Rural          |
| Rabaul    | Rabaul    | Kombiu Rural               |
| Rabaul    | Rabaul    | Rabaul Urban               |
| Rabaul    | Rabaul    | Watom Island Rural         |

#### Provincia di Manus
| Distretto | Capoluogo | Area di governo locale         |
| --------- | --------- | ------------------------------ |
| Manus     | Lorengau  | Aua-Wuvulu Rural               |
| Manus     | Lorengau  | Balopa Rural                   |
| Manus     | Lorengau  | Bisikani-Soparibeu Kabin Rural |
| Manus     | Lorengau  | Lelemadih-Bupichupeu Rural     |
| Manus     | Lorengau  | Lorengau Urban                 |
| Manus     | Lorengau  | Los Negros Rural               |
| Manus     | Lorengau  | Nali Sopat-Penabu Rural        |
| Manus     | Lorengau  | Nigoherm Rural                 |
| Manus     | Lorengau  | Pobuma Rural                   |
| Manus     | Lorengau  | Pomutu-Kurti-Andra Rural       |
| Manus     | Lorengau  | Rapatona Rural                 |
| Manus     | Lorengau  | Tetidu Rural                   |

#### Provincia della Nuova Irlanda
| Distretto | Capoluogo | Area di governo locale  |
| --------- | --------- | ----------------------- |
| Kavieng   | Kavieng   | Kavieng Urban           |
| Kavieng   | Kavieng   | Lovongai Rural          |
| Kavieng   | Kavieng   | Murat Rural             |
| Kavieng   | Kavieng   | Tikana Rural            |
| Namatanai | Namatanai | Konoagil Rural          |
| Namatanai | Namatanai | Namatanai Rural         |
| Namatanai | Namatanai | Matalai Rural           |
| Namatanai | Namatanai | Nimamar Rural           |
| Namatanai | Namatanai | Sentral Niu Ailan Rural |
| Namatanai | Namatanai | Tanir Rural             |

#### Provincia della Nuova Britannia Occidentale
| Distretto           | Capoluogo | Area di governo locale |
| ------------------- | --------- | ---------------------- |
| Kandrian-Gloucester | Kandrian  | Gasmata Rural          |
| Kandrian-Gloucester | Kandrian  | Gloucester Rural       |
| Kandrian-Gloucester | Kandrian  | Kandrian Coastal Rural |
| Kandrian-Gloucester | Kandrian  | Kandrian Inland Rural  |
| Kandrian-Gloucester | Kandrian  | Kove-Kaliai Rural      |
| Talasea             | Kimbe     | Bali-Witu Rural        |
| Talasea             | Kimbe     | Bialla Rural           |
| Talasea             | Kimbe     | Hoskins Rural          |
| Talasea             | Kimbe     | Kimbe Urban            |
| Talasea             | Kimbe     | Mosa Rural             |
| Talasea             | Kimbe     | Talasea Rural          |

### Regione autonoma di Bougainville
| Distretto                   | Capoluogo   | Area di governo locale |
| --------------------------- | ----------- | ---------------------- |
| Bougainville Centrale       | Arawa-Kieta | Arawa Rural            |
| Bougainville Centrale       | Arawa-Kieta | Wakunai Rural          |
| Bougainville Settentrionale | Buka        | Atolls Rural           |
| Bougainville Settentrionale | Buka        | Buka Rural             |
| Bougainville Settentrionale | Buka        | Kunua Rural            |
| Bougainville Settentrionale | Buka        | Nissan Rural           |
| Bougainville Settentrionale | Buka        | Selau-Suir Rural       |
| Bougainville Settentrionale | Buka        | Tinputz Rural          |
| Bougainville Meridionale    | Buin        | Bana Rural             |
| Bougainville Meridionale    | Buin        | Buin Rural             |
| Bougainville Meridionale    | Buin        | Siwai Rural            |
| Bougainville Meridionale    | Buin        | Torokina Rural         |

### Regione di Momase

#### Provincia del Sepik Orientale
| Distretto         | Capoluogo | Area di governo locale                    |
| ----------------- | --------- | ----------------------------------------- |
| Ambunti-Dreikikir | Ambunti   | Ambunti Rural                             |
| Ambunti-Dreikikir | Ambunti   | Tunap-Hunstein Rural                      |
| Ambunti-Dreikikir | Ambunti   | Gawanga Rural                             |
| Ambunti-Dreikikir | Ambunti   | Dreikikier Rural                          |
| Angoram           | Angoram   | Angoram-Middle Sepik Rural                |
| Angoram           | Angoram   | Keram Rural                               |
| Angoram           | Angoram   | Karawari Rural                            |
| Angoram           | Angoram   | Marienberg Rural (Marienberg-Lower Sepik) |
| Angoram           | Angoram   | Yuat Rural                                |
| Maprik            | Maprik    | Albiges-Mablep Rural                      |
| Maprik            | Maprik    | Bumbita-Muhian Rural                      |
| Maprik            | Maprik    | Maprik-Wora Rural                         |
| Maprik            | Maprik    | Yamil-Tamaui Rural                        |
| Wewak             | Wewak     | Boikin-Dagua Rural                        |
| Wewak             | Wewak     | Turubu Rural                              |
| Wewak             | Wewak     | Wewak Islands Rural                       |
| Wewak             | Wewak     | Wewak Rural                               |
| Wewak             | Wewak     | Wewak Urban                               |
| Wosera-Gawi       | Wosera    | Burui-Kunai Rural                         |
| Wosera-Gawi       | Wosera    | Gawi Rural                                |
| Wosera-Gawi       | Wosera    | North Wosera Rural                        |
| Wosera-Gawi       | Wosera    | South Wosera Rural                        |
| Yangoru-Saussia   | Yangoru   | East Yangoru Rural                        |
| Yangoru-Saussia   | Yangoru   | Numbor Rural                              |
| Yangoru-Saussia   | Yangoru   | Sausso Rural                              |
| Yangoru-Saussia   | Yangoru   | West Yangoru Rural                        |

#### Provincia di Madang
| Distretto   | Capoluogo | Area di governo locale |
| ----------- | --------- | ---------------------- |
| Bogia       | Bogia     | Almami Rural           |
| Bogia       | Bogia     | Iabu Rural             |
| Bogia       | Bogia     | Yawar Rural            |
| Madang      | Madang    | Ambenob Rural          |
| Madang      | Madang    | Madang Urban           |
| Madang      | Madang    | Transgogol Rural       |
| Middle Ramu | Simbai    | Arabaka Rural          |
| Middle Ramu | Simbai    | Josephstaal Rural      |
| Middle Ramu | Simbai    | Simbai Rural           |
| Middle Ramu | Simbai    | Kovon Rural            |
| Rai Coast   | Saidor    | Astrolabe Bay Rural    |
| Rai Coast   | Saidor    | Naho Rawa Rural        |
| Rai Coast   | Saidor    | Nayudo Rural           |
| Rai Coast   | Saidor    | Rai Coast (Saidor)     |
| Sumkar      | Karkar    | Karkar Rural           |
| Sumkar      | Karkar    | Sumgilbar Rural        |
| Usino Bundi | Usino     | Bundi Rural            |
| Usino Bundi | Usino     | Usino Rural            |
| Usino Bundi | Usino     | Gama Rural             |

#### Provincia di Morobe
| Distretto    | Capoluogo | Area di governo locale |
| ------------ | --------- | ---------------------- |
| Bulolo       | Bulolo    | Mumeng Rural           |
| Bulolo       | Bulolo    | Waria Rural            |
| Bulolo       | Bulolo    | Watut Rural            |
| Bulolo       | Bulolo    | Wau-Bulolo Urban       |
| Bulolo       | Bulolo    | Wau Rural              |
| Bulolo       | Bulolo    | Buang Rural            |
| Finschhafen  | Gagidu    | Hube Rural             |
| Finschhafen  | Gagidu    | Kotte Rural            |
| Finschhafen  | Gagidu    | Finschhafen Urban      |
| Finschhafen  | Gagidu    | Yabim-Mape Rural       |
| Finschhafen  | Gagidu    | Burum-Kwat Rural       |
| Huon Gulf    | Salamaua  | Morobe Rural           |
| Huon Gulf    | Salamaua  | Salamaua Rural         |
| Huon Gulf    | Salamaua  | Wampar Rural           |
| Kabwum       | Kabwum    | Deyamos Rural          |
| Kabwum       | Kabwum    | Komba Rural (Seko)     |
| Kabwum       | Kabwum    | Yus Rural              |
| Kabwum       | Kabwum    | Selepet Rural          |
| Lae          | Lae       | Ahi Rural              |
| Lae          | Lae       | Lae Urban              |
| Markham      | Kaiapit   | Onga-Waffa Rural       |
| Markham      | Kaiapit   | Umi-Atzera Rural       |
| Markham      | Kaiapit   | Wantoat-Leron Rural    |
| Menyamya     | Menyamya  | Kapao Rural            |
| Menyamya     | Menyamya  | Nanima Kariba Rural    |
| Menyamya     | Menyamya  | Kome Rural             |
| Menyamya     | Menyamya  | Wapi Rural             |
| Nawae        | Boana     | Labuta Rural           |
| Nawae        | Boana     | Nabak Rural            |
| Nawae        | Boana     | Wain-Erap Rural        |
| Tewae-Siassi | Wasu      | Sialum Rural           |
| Tewae-Siassi | Wasu      | Siassi Rural           |
| Tewae-Siassi | Wasu      | Wasu Rural             |

#### Provincia di Sandaun
| Distretto          | Capoluogo | Area di governo locale   |
| ------------------ | --------- | ------------------------ |
| Aitape-Lumi        | Aitape    | East Aitape Rural        |
| Aitape-Lumi        | Aitape    | East Wapei Rural         |
| Aitape-Lumi        | Aitape    | West Aitape Rural        |
| Aitape-Lumi        | Aitape    | West Wapei Rural         |
| Nuku               | Nuku      | Mawase Rural (Nuku)      |
| Nuku               | Nuku      | Palmai Rural             |
| Nuku               | Nuku      | Yangkok Rural            |
| Nuku               | Nuku      | Maimai Wanwan Rural      |
| Telefomin          | Telefomin | Namea Rural              |
| Telefomin          | Telefomin | Oksapmin Rural           |
| Telefomin          | Telefomin | Telefomin Rural          |
| Telefomin          | Telefomin | Yapsie Rural             |
| Vanimo-Green River | Vanimo    | Amanab Rural             |
| Vanimo-Green River | Vanimo    | Bewani-Wutung-Onei Rural |
| Vanimo-Green River | Vanimo    | Green River Rural        |
| Vanimo-Green River | Vanimo    | Vanimo Urban             |
| Vanimo-Green River | Vanimo    | Walsa Rural              |

### Regione di Papua

#### Provincia Centrale
| Distretto    | Capoluogo | Area di governo locale |
| ------------ | --------- | ---------------------- |
| Abau         | Abau      | Amazon Bay Rural       |
| Abau         | Abau      | Aroma Rural            |
| Abau         | Abau      | Cloudy Bay Rural       |
| Goilala      | Tapini    | Guari Rural            |
| Goilala      | Tapini    | Tapini Rural           |
| Goilala      | Tapini    | Woitape Rural          |
| Kairuku-Hiri | Bereina   | Hiri Rural             |
| Kairuku-Hiri | Bereina   | Kairuku Rural          |
| Kairuku-Hiri | Bereina   | Koiari Rural           |
| Kairuku-Hiri | Bereina   | Mekeo Kuni Rural       |
| Rigo         | Kwikila   | Rigo Central Rural     |
| Rigo         | Kwikila   | Rigo Coastal Rural     |
| Rigo         | Kwikila   | Rigo Inland Rural      |

#### Provincia del Golfo
| Distretto | Capoluogo | Area di governo locale |
| --------- | --------- | ---------------------- |
| Kerema    | Kerema    | Central Kerema Rural   |
| Kerema    | Kerema    | East Kerema Rural      |
| Kerema    | Kerema    | Kaintiba Rural         |
| Kerema    | Kerema    | Kerema Urban           |
| Kerema    | Kerema    | Kotidanga Rural        |
| Kerema    | Kerema    | Lakekamu-Tauri Rural   |
| Kikori    | Kikori    | Baimuru Rural          |
| Kikori    | Kikori    | East Kikori Rural      |
| Kikori    | Kikori    | Ihu Rural              |
| Kikori    | Kikori    | West Kikori Rural      |

#### Provincia della Baia di Milne
| Distretto           | Capoluogo | Area di governo locale  |
| ------------------- | --------- | ----------------------- |
| Alotau              | Alotau    | Alotau Urban            |
| Alotau              | Alotau    | Daga Rural              |
| Alotau              | Alotau    | Huhu Rural              |
| Alotau              | Alotau    | Makamaka Rural          |
| Alotau              | Alotau    | Maramatana Rural        |
| Alotau              | Alotau    | Suau Rural              |
| Alotau              | Alotau    | Weraura Rural           |
| Esa'ala             | Esa'ala   | Dobu Rural              |
| Esa'ala             | Esa'ala   | Duau Rural              |
| Esa'ala             | Esa'ala   | West Ferguson           |
| Kiriwina-Goodenough | Kiriwina  | Goodenough Island Rural |
| Kiriwina-Goodenough | Kiriwina  | Kiriwina Rural          |
| Samarai-Murua       | Murua     | Bwanabwana Rural        |
| Samarai-Murua       | Murua     | Louisiade Rural         |
| Samarai-Murua       | Murua     | Murua Rural             |
| Samarai-Murua       | Murua     | Yaleyamba Rural         |

#### Provincia di Oro
| Distretto | Capoluogo  | Area di governo locale   |
| --------- | ---------- | ------------------------ |
| Ijivitari | Popondetta | Afore Rural              |
| Ijivitari | Popondetta | Oro Bay Rural            |
| Ijivitari | Popondetta | Popendetta Urban         |
| Ijivitari | Popondetta | Safia Urban              |
| Ijivitari | Popondetta | Tufi Rural (Cape Nelson) |
| Sohe      | Kokoda     | Higaturu Rural           |
| Sohe      | Kokoda     | Kira Rural               |
| Sohe      | Kokoda     | Kokoda Rural             |
| Sohe      | Kokoda     | Tamata Rural             |

#### Provincia Occidentale
| Distretto  | Capoluogo | Area di governo locale |
| ---------- | --------- | ---------------------- |
| North Fly  | Kiunga    | Kiunga Rural           |
| North Fly  | Kiunga    | Kiunga Urban           |
| North Fly  | Kiunga    | Ningerum Rural         |
| North Fly  | Kiunga    | Olsobip Rural          |
| North Fly  | Kiunga    | Star Mountains Rural   |
| Middle Fly | Balimo    | Balimo Urban           |
| Middle Fly | Balimo    | Bamu Rural             |
| Middle Fly | Balimo    | Gogodala Rural         |
| Middle Fly | Balimo    | Lake Murray Rural      |
| Middle Fly | Balimo    | Nomad Rural            |
| South Fly  | Daru      | Daru Urban             |
| South Fly  | Daru      | Kiwai Rural            |
| South Fly  | Daru      | Morehead Rural         |
| South Fly  | Daru      | Oriomo-Bituri Rural    |

#### Distretto della Capitale Nazionale
| Distretto                          | Capoluogo    | Area di governo locale   |
| ---------------------------------- | ------------ | ------------------------ |
| Distretto della Capitale Nazionale | Port Moresby | Gerehu Urban             |
| Distretto della Capitale Nazionale | Port Moresby | Waigani-University Urban |
| Distretto della Capitale Nazionale | Port Moresby | Tokarara-Hohola Urban    |
| Distretto della Capitale Nazionale | Port Moresby | Gordons-Saraga Urban     |
| Distretto della Capitale Nazionale | Port Moresby | Boroko-Korobosea Urban   |
| Distretto della Capitale Nazionale | Port Moresby | Kilakila-Kaugere Urban   |
| Distretto della Capitale Nazionale | Port Moresby | Town-Hanuabada Urban     |
| Distretto della Capitale Nazionale | Port Moresby | Laloki-Napanapa Urban    |
| Distretto della Capitale Nazionale | Port Moresby | Bomana Urban             |